# 시애틀의 잠 못 이루는 밤
《시애틀의 잠 못 이루는 밤》(영어: Sleepless in Seattle)은 1993년 개봉한 미국의 로맨틱 코미디 영화이다.

## 줄거리
시카고의 건축가 샘 볼드윈은 암으로 아내를 잃은 후 상심에 쌓여 아들 조나와 함께 시애틀로 이주한다. 남자친구 월터와의 결혼을 앞둔 볼티모어의 신문기자 애니 리드는 가족들에게 남자친구를 소개하고 집으로 돌아오던 밤에 라디오에 사연을 보낸 조나와 샘의 이야기를 우연히 듣게 되고, 그들 부자를 만나기 위해 시애틀로 향한다.

## 배역
- 톰 행크스 - 샘 볼드윈
- 멕 라이언 - 애니 리드
- 빌 풀먼 - 월터 잭슨
- 로스 맬린저 - 조나 볼드윈
- 롭 라이언 - 제이 매슈스
- 로지 오도널 - 베키
- 게이비 호프먼 - 제시카
- 빅터 가버 - 그레그
- 리타 윌슨 - 수지
- 바버라 개릭 - 빅토리아
- 케리 로웰 - 매기 볼드윈
- 데이비드 하이드 피어스 - 데니스 리드
- 다나 아이비 - 클레어
- 케빈 오모리슨 - 클리프 리드
- 캐럴라인 에런 - 마샤 필드스톤 박사
- 프랜시스 콘로이 - 아이린 리드
- 캘빈 트릴린 - 밀턴
- 르클랑슈 뒤랑 - 바버라 리드

## 한국판 성우진(KBS) (1997년 1월 2일)
- 오세홍 - 샘 볼드윈(톰 행크스)
- 송도영 - 애니 리드(멕 라이언)
- 김환진 - 월터(빌 풀먼)
- 한인숙 - 조나 볼드윈(로스 맬린저)
- 이선영 - 마샤 필드스톤(캐롤라인 아론)
- 박민아 - 애니의 엄마(르 클랜체 드 랭드) / 제시카의 엄마(한나 콕스)
- 성병숙 - 빅토리아(바바라 가릭) / 해롤드의 남편(프란시스 콘로이) / 종업원(린다 월럼)
- 임은정 - 여자(리타 윌슨) / 종업원(라타냐 리차드슨) / 승객(메리 A. 켈리)
- 이연희 - 베키(로지 오도널) / 매기(캐리 로웰) / 애니의 언니(발레리 라이트)
- 이호인 - 해롤드(톰 타미) / 남자(빅터 가버) / 제시카의 아빠(리치 호킨스) / 공항 경비원
- 윤병화 - 애니의 오빠(데이비드 하이드 피어스) / 애니의 동료(스티븐 멜러) / 택시 기사(마이클 바달루코) / 경비원(로버트 리빙스턴) / 라디오 방송
- 장승길 - 애니의 아빠(케빈 오모리슨) / 샘의 지인(롭 라이너) / 경비원(존 보이랜)
- 배정미 - 제시카(가비 호프먼) / 클라리스(아만다 마허) / 승무원(타마라 플랭크) / 라디오 방송
- 김관진 - 애니의 삼촌(캘빈 트릴린) / 샘의 동료(톰 리스 파렐) / 애니의 동료(톰 맥고원) / 집배원(매튜 스미스) / 레스토랑 직원(게리 포스터) / 공항 경비원 / 라디오 방송